# Вилануева де ла Серена
Вилануева де ла Серена (шп. Villanueva de la Serena) град је у Шпанији у аутономној заједници Екстремадура у покрајини Бадахоз. Према процени из 2017. у граду је живело 25 992 становника.

## Становништво
Према процени, у граду је 2017. живело 25 992 становника.
| 2017.  |
| ------ |
| 25.992 |